# Helena Zengel
Helena Zengel (Berlim, 10 de junho de 2008) é uma atriz alemã. Ela é mais conhecida por seus papéis nos filmes System Crasher (2019) e News of the World (2020).

## Filmografia

### Cinema
| Ano  | Título                            | Papel                    | Notas     |
| ---- | --------------------------------- | ------------------------ | --------- |
| 2014 | Spreewaldkrimi: Mörderische Hitze | Johanna                  | Telefilme |
| 2016 | Looping                           | Lilly                    |           |
| 2017 | Die Tochter                       | Luca                     |           |
| 2019 | System Crasher                    | Bernadette “Benni” Klaaß |           |
| 2020 | News of the World                 | Johanna Leonberger       |           |
| 2023 | The Legend of Ochi                |                          |           |

### Televisão
| Ano  | Título                                   | Papel         | Notas                  |
| ---- | ---------------------------------------- | ------------- | ---------------------- |
| 2016 | Die Spezialisten – Im Namen der Opfer    | Anja Rothmann | Episódio Flowerpower   |
| 2017 | Die Spezialisten – Im Namen der Opfer    | Lily Weyer    | Episódio Sommermärchen |
| 2017 | Der gute Bulle                           | Fabienne      | Telefilme              |
| 2019 | Inga Lindström: Familienfest in Sommerby | Mila          | Telefilme              |